# Fülöpjakab
Fülöpjakab är en ort i Ungern.   Den ligger i provinsen Bács-Kiskun, i den centrala delen av landet, 100 km sydost om huvudstaden Budapest. Fülöpjakab ligger 112 meter över havet och antalet invånare är 1 162.
Terrängen runt Fülöpjakab är mycket platt. Runt Fülöpjakab är det ganska tätbefolkat, med 70 invånare per kvadratkilometer. Närmaste större samhälle är Kecskemét, 18,3 km norr om Fülöpjakab. Trakten runt Fülöpjakab består till största delen av jordbruksmark.